# Пулькі (Люблінське воєводство)
Пулькі (пол. Pulki) — село в Польщі, у гміні Конськоволя Пулавського повіту Люблінського воєводства.
Населення — 124 особи (2011).

## Демографія
Демографічна структура станом на 31 березня 2011 року:
|          | Загалом | Допрацездатний вік | Працездатний вік | Постпрацездатний вік |
| -------- | ------- | ------------------ | ---------------- | -------------------- |
| Чоловіки | 63      | 16                 | 36               | 11                   |
| Жінки    | 61      | 7                  | 34               | 20                   |
| Разом    | 124     | 23                 | 70               | 31                   |